# Santa Maria della Vittoria (Rom)

Fassade von Santa Maria della Vittoria

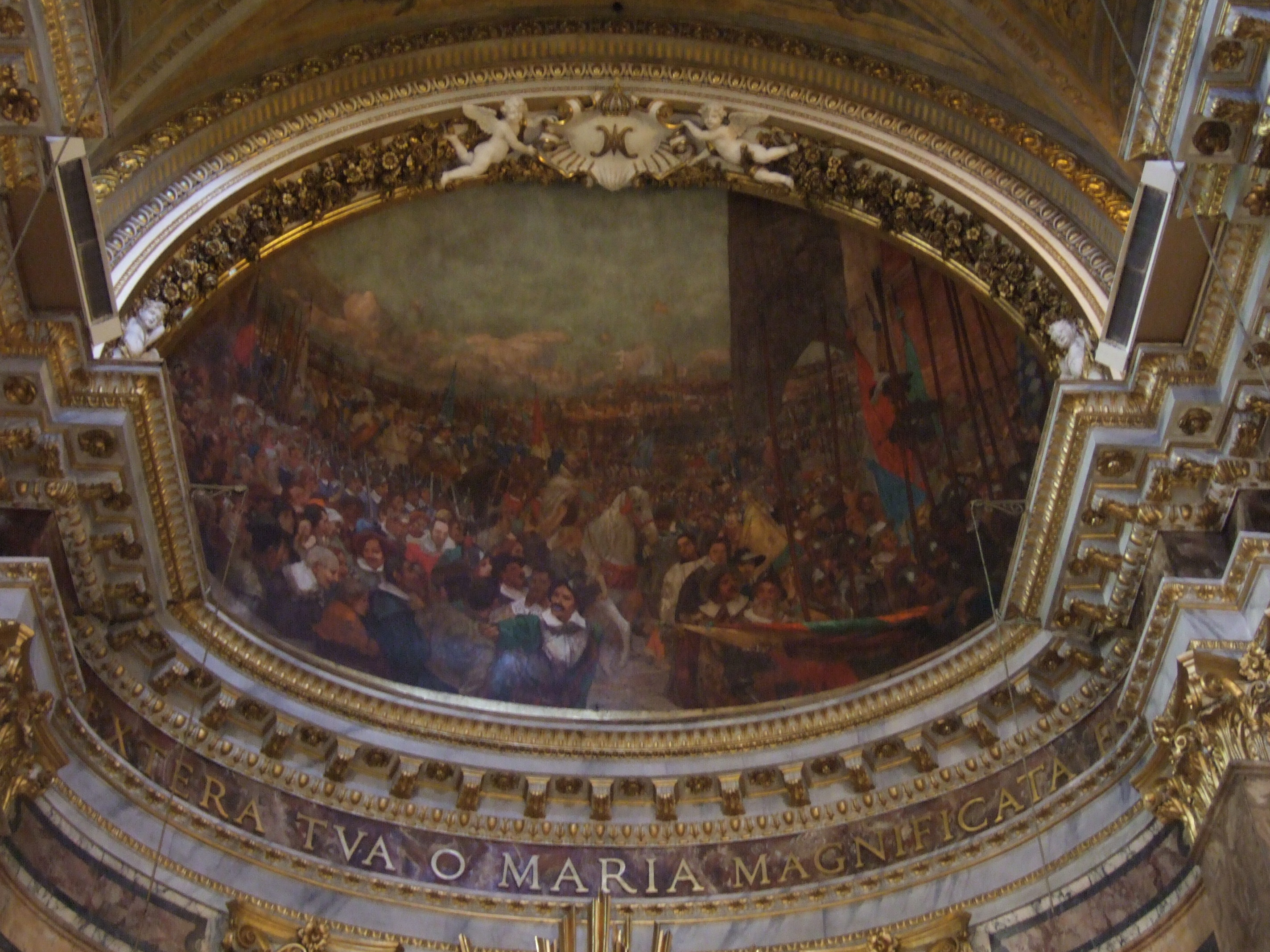
Fresko in der Apsis

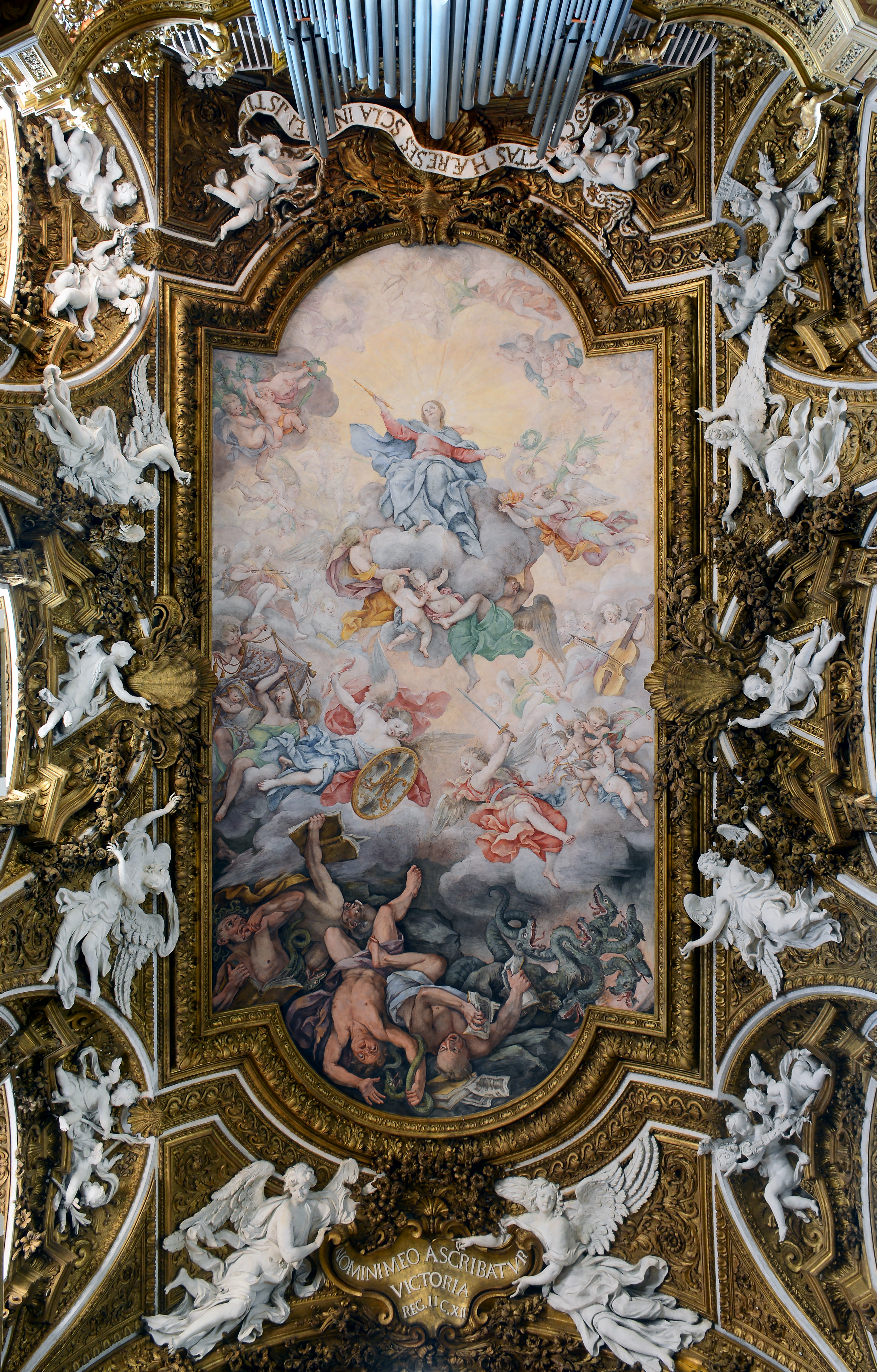
Deckenfresko Langhaus

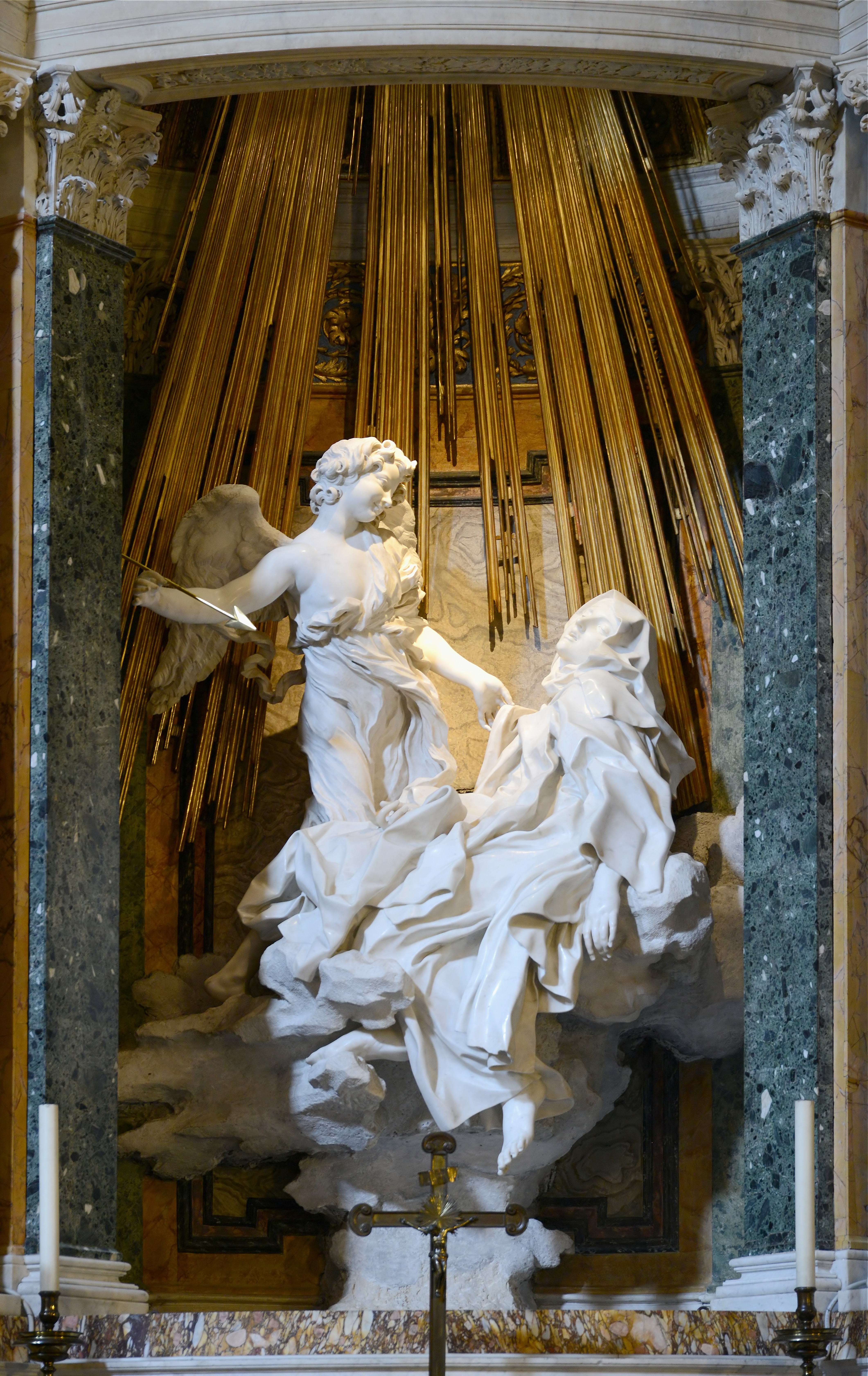
Die Verzückung der Heiligen Theresa, Giovanni Lorenzo Bernini

Santa Maria della Vittoria (lat.: Sanctae Mariae de Victoria) ist eine Barockkirche in Rom. Sie befindet sich an der Via XX Settembre im Norden der Altstadt ca. 500 m östlich vom Quirinalspalast und 150 m nördlich von der Piazza della Repubblica. Die Kirche ist die Titelkirche von Seán Patrick O’Malley.
Die Kirche wurde vom Baumeister Carlo Maderno in den Jahren 1608–1620 für den Orden der Unbeschuhten Karmeliter errichtet. Die Fassade aus Römischem Travertin aus Tivoli wurde in den Jahren 1624–1626 von Giovanni Battista Soria (1581–1651) im Auftrag von Kardinal Scipione Caffarelli Borghese angefügt.
Die Kirche, der Maria vom Siege geweiht, ersetzte eine Kapelle, die das Patrozinium des Apostels Paulus trug.

## Das Heiligenbild
Am 8. November 1620 siegte die Katholische Liga in der Schlacht am Weißen Berg über die Protestanten. Berichten zufolge trug der Karmeliterbruder Dominicus a Jesu Maria ein Bild der Heiligen Familie aus der Schlosskapelle in Strakonice in die Schlacht, dem von Protestanten bei allen Figuren, außer dem Jesuskind, die Augen ausgestochen waren.
Dies erzürnte die katholischen Soldaten so sehr, dass sie mit dem Schlachtruf Santa Maria den Hügel des böhmischen Heeres erstürmten und dieses überrumpelten. Am 8. Mai 1622 wurde das Bildnis, das die Initialzündung zum Sieg am Weißen Berg setzte, in die neue Kirche in Rom getragen und am Hauptaltar angebracht, die darauf Santa Maria della Vittoria (Heilige Maria vom Siege) genannt wurde.

## Ausstattung
Das Kirchengebäude besteht aus einem einschiffigen Raum mit acht Seitenkapellen. Die inneren Verzierungen der Kirche folgen dem typischen Barockstil, also Stuck, Fries und farbiger Marmor. Das Deckenfresko in der Apsis zeigt den Einzug des wundersamen Bildes in Prag und stammt von Luigi Serra. Das Deckenfresko im Langhaus Triumph der Heiligen Jungfrau über die Häresie stammt von den Brüdern Giuseppe und Andrea Orzi. Die Kapellen bergen zahlreiche Kunstwerke, unter anderem drei Gemälde des Domenichino, die letzten Werke, welche der Künstler in Rom ausführte. Die berühmtesten Werke befinden sich jedoch in den zwei letzten Kapellen vor dem Chor.
In der Cappella San Giuseppe stellt eine Skulpturengruppe von Domenico Guidi den Traum des heiligen Josef dar. Das Kunstwerk stellt das thematische Gegenstück zur heiligen Theresa dar. Unter dem Altar liegen die Reliquien der römischen Märtyrerin Victoria.
In der Cornaro-Kapelle findet man eine der schönsten Statuen Berninis, die Verzückung der heiligen Theresa, die um das Jahr 1646 ausgeführt wurde. Die Kapelle wurde vom venezianischen Kardinal Federico Cornaro gestiftet. An den Seiten sind Mitglieder der Familie Cornaro wie in Theaterlogen dargestellt.
In der Sakristei befinden sich ein Gemälde der Schlacht am Weißen Berg 1620, und weitere Gemälde, die Schlachten christlicher Armeen gegen die Osmanen, im Besonderen Lepanto 1571 und Peterwardein 1716, von denen sich das Rosenkranzfest herleitet, zum Thema haben.
Ein Teil der Ausstattung der Apsis sowie das ursprüngliche Madonnenbild wurden bei einem Brand im Jahr 1833 zerstört. Die Glasfenster entstammen den Jahren 1955 und 1956.

## Sonstiges
In Wien und Prag stehen dem gleichen Patrozinium geweihte Gotteshäuser mit zeitgenössischen Kopien des Gnadenbilds vom Weißen Berg.

## Trivia
Die Kirche, insbesondere die berühmte Skulptur Berninis, spielt eine zentrale Rolle im Roman Illuminati von Dan Brown. Fälschlicherweise platziert sie der Autor jedoch an der ca. 500 Meter westlich vom tatsächlichen Standort liegenden Piazza Barberini.